# Малый Бердяуш (посёлок)
Ма́лый Бердя́уш — посёлок в Саткинском районе Челябинской области России. Входит в состав Саткинского городского поселения.
Расположен вблизи реки Малый Бердяуш, входящей в бассейн реки Ай. Уличная сеть посёлка состоит из 6 улиц.

## История
Посёлок основан в 1929 году при центральной усадьбе молочно-животноводческого совхоза «Саткинский» — подсобного хозяйства завода «Магнезит». Первоначально носил название «Молживсовхоз». Современное название закреплено в 1963 году по реке Малый Бердяуш, протекающей в 3 км восточнее.
В 1960-е годы в посёлке построены школа, детский сад и клуб. В послевоенный период хозяйство вошло в состав совхоза «Айлинский», а в 1970-х годах — совхоза «Медведевский» (на правах 5-го отделения). В 1992 году создано сельскохозяйственное ТОО «Малый Бердяуш», позже преобразованное в ЗАО «Малый Бердяуш».

## Население
| 2002 | 2010 |
| ---- | ---- |
| 470  | ↗581 |

- 1938—246 чел.
- 1973—471 чел.
- 1983—388 чел.
- 1995—446 чел.
- Настоящее время — 581 чел.

По данным Всероссийской переписи, в 2010 году численность населения посёлка составляла 581 человек (294 мужчины и 287 женщин).

## Известные жители
- Юлдашбаев, М. — управляющий 5-м отделением совхоза «Медведевский» (с 1966), ветеран Великой Отечественной войны[4].
- Прибытов, И. А. — работник совхоза, ветеран Великой Отечественной войны, участник Парада Победы, награждён медалью «За отвагу»[5].